# روبرت فاغنر (سياسي)
روبرت فاغنر (بالإنجليزية: Robert F. Wagner)‏ (و. 1877 – 1953 م) هو سياسي، وقاضي، ومحامي من الولايات المتحدة، وألمانيا، ولد في ناشتيتن، كان عضوًا في الحزب الديمقراطي، توفي في نيويورك، عن عمر يناهز 76 عاماً.
ولد فاغنر في بروسيا وهاجر مع عائلته إلى الولايات المتحدة سنة 1885. بعد تخرجه من كلية الحقوق في نيويورك، فاز فاغنر بالانتخابات لكونغرس مدينة نيويورك، ليصبح في نهاية المطاف الزعيم الديمقراطى لمجلس الشيوخ فيها. من خلال العمل الوثيق إلى جانب زميله الديمقراطي في نيويورك آل سميث، تبنى كلٌّ من فاغنر وسميث مسألة الإصلاح، خصوصًا لما فيه مصلحة جمهورهم من الناخبين من الطبقة العاملة. بنوا سويًا تحالفًا جمع تلك الإصلاحات التي احتضنت النقابات، والعمال الاجتماعيين، وبعض رجال الأعمال، والعديد من ناشطي الطبقة المتوسطة ومنظمات الإصلاح المدني في جميع أنحاء الدولة. غادر فاغنر مجلس الشيوخ الأمريكي سنة 1918، وشغل منصب قاضٍ في المحكمة العليا في نيويورك حتى انتخابه لمجلس الشيوخ في عام 1926.
عندما كان عضوًا في مجلس الشيوخ، تزعّم فاغنر تحالف الصفقة الجديدة، مُركزًا بشكل خاص على دعم الحركة العمالية. كان زميلًا مقربًا ومؤيدًا كبيرًا للرئيس فرانكلين د. روزفلت. تبنى ثلاثة قوانين رئيسية: قانون علاقات العمل الوطنية لعام 1935، وقانون الضمان الاجتماعي لعام 1935، وقانون الإسكان لعام 1937. استقال فاغنر من مجلس الشيوخ الأمريكي عام 1949 بسبب سوء حالته الصحية وتوفي سنة 1953. شغل ابنه روبرت إف. فاغنر الابن منصب عمدة نيويورك بين عامي 1954 و1965.

## نشأته
ولد في ناشتيتن، التي كانت تُعرف حينها بمقاطعة هسن نساو، مملكة بروسيا، الإمبراطورية الألمانية (حاليًا منطقة الراين - لآن – كرآيس، راينلند بالاتينات، جمهورية ألمانيا الاتحادية)، ثم هاجر مع والديه إلى الولايات المتحدة في عام 1885. استقرت أسرته في حي يورفيل بمدينة نيويورك، والتحق فاغنر بالمدارس العامة. عمل والده بوّابًا.
تخرج من كلية مدينة نيويورك (المعروفة اليوم باسم كلية المدينة) عام 1898 حيث كان عضوًا في أخوية فاي سيغما كابا، ومن كلية الحقوق في نيويورك عام 1900. تم قبوله في نقابة المحامين عام 1900. تربّى على التعالم البروتستانتية اللوثرية، لكنه أصبح ميثوديًا خلال سنوات دراسته الجامعية ودرّس في مدارس الأحد؛ تحول إلى الرومانية الكاثوليكية سنة 1946.

## مسيرته السياسية

روبرت فاغنر مع الرئيس الأمريكي ثيودور روزفلت -1937

كان عضوًا في جمعية ولاية نيويورك في عام 1905 (دائرة نيويورك المؤتمرية الثلاثون)، و1907 و1908 (دائرة نيويورك المؤتمرية الثانية والعشرون).

### مجلس شيوخ ولاية نيويورك
كان فاغنر عضوًا في مجلس شيوخ ولاية نيويورك (الدائرة 16) بين عامي 1909 و1918، شاغلًا المقاعد 132، 133، 134، 135, 136, 137, 138, 140, 141 للمجلس التشريعي لولاية نيويورك. كان رئيسًا مؤقتًا لمجلس شيوخ ولاية نيويورك في الفترة بين عامي 1911 و1914، وأصبح نائبًا لحاكم نيويورك بعد عزل الحاكم ويليام سولزر، وخلفًا للنائب مارتن إتش. غلين لمنصب الحاكم. في علم 1914، في حين بقي فاغنر رئيسًا مؤقتًا، تم اختيار جون إف. مورتو زعيما للأغلبية في مجلس شيوخ ولاية نيويورك. كانت تلك هي المرة الوحيدة قبل عام 2009 التي لا يشغل فيها نفس الشخص للمنصبين. بعد خسارة الديمقراطيين الأغلبية في مجلس الشيوخ، شغل فاغنر منصب رغيم الأغلبية في مجلس الشيوخ منذ يناير عام 1915 وحتى تقاعده عام 1918.
في أعقاب حريق مصنع «تراينغل شورتوايست»، شغل فاغنر منصب لجنة التحقيق في مصنع الدولة بين عامي 1911 و1915). كان نائبه الزميل السياسي في جمعية تاماني هول، آل سميث. أجروا سلسلة من التحقيقات التي حظيت بتغطية إعلامية واسعة في مختلف أنحاء الولاية، حيث أجروا مقابلات مع 222 شاهدًا وأخذوا 3500 صفحة من الشهادات. بدأوا بقضية السلامة من الحرائق وانتقلوا إلى قضايا أشمل تتعلق بمخاطر الإصابة في بيئة المصنع. أدت النتائج التي توصلوا إليها تشريع 38 قانونًا جديدًا ينظم العمل في ولاية نيويورك ومنحت كلًا منهم سمعة باعتبارهم من رواد الإصلاح التقدميين العاملين بالنيابة عن الطبقة العاملة. بعملهم ذاك، غيروا سمعة جمعية تاماني من الفساد الخالص إلى مساعٍ تقدميه تخدم العمال.

## روابط خارجية
- روبرت فاغنر على موقع الموسوعة البريطانية (الإنجليزية)
- روبرت فاغنر على موقع مونزينجر (الألمانية)
- روبرت فاغنر على موقع إن إن دي بي (الإنجليزية)